# 케임브리지 대학교 도서관
케임브리지 대학교 도서관(영어: Cambridge University Library)은 잉글랜드 케임브리지에 소재한 케임브리지 대학교의 주요 도서관이다. 또한 이 도서관은 케임브리지 대학교의 100개 이상의 도서관 중 최대 규모이다.